# Sapio (Unternehmen)
Die Gruppo Sapio (Società Anonima Produzione Idrogeno e Ossigeno) ist ein italienischer Hersteller von technischen und medizinischen Gasen.
Neben dem Hauptsitz in Monza (Italien) hat das Unternehmen auch Standorte in Deutschland, Frankreich, Slowenien, Spanien und der Türkei.